# Graham McRae
Graham McRae, novozelandski dirkač Formule 1, * 5. marec 1940, Wellington, Nova Zelandija, † 4. avgust 2021.
V sezonah 1971, 1972 in 1973 je postal prvak avstralsko-novozelandske serije Formula Tasman. V svoji karieri Formule 1 je nastopil le na dirki za Veliko nagrado Velike Britanije v sezoni 1973, kjer je z dirkalnikom Iso-Marlboro IR moštva Frank Williams Racing Cars odstopil v prvem krogu zaradi okvare pedala za plin.

## Popolni rezultati Formule 1
(legenda) (odebeljene dirke pomenijo najboljši štartni položaj, poševne pa najhitrejši krog, †-uvrščen kljub odstopu)
| Leto | Moštvo                     | Šasija          | Motor       | 1   | 2   | 3   | 4   | 5   | 6   | 7   | 8   | 9      | 10  | 11  | 12  | 13  | 14  | 15  | Prv | Toč |
| ---- | -------------------------- | --------------- | ----------- | --- | --- | --- | --- | --- | --- | --- | --- | ------ | --- | --- | --- | --- | --- | --- | --- | --- |
| 1973 | Frank Williams Racing Cars | Iso-Marlboro IR | Cosworth V8 | ARG | BRA | JAR | ŠPA | BEL | MON | ŠVE | FRA | VB Ret | NIZ | NEM | AVT | ITA | KAN | ZDA | -   | 0   |